# 한신 (1922년)
한신(韓信, 1922년 12월 27일 ~ 1996년 5월 6일)은 대한민국의 군인· 정치인· 기업가이다. 내무부 장관, 감사원 원장, 합동참모총장, 아시아자동차 명예회장 등을 지냈다.
그는 최영희(1961년 대한민국 육군 중장 예편)· 김종오(1965년 대한민국 육군 대장 예편) 등의 군인들처럼 학도병 출신으로 대한민국 육군 소위로 임관하여 1975년 대한민국 육군 대장으로 예편하였다.

## 생애

### 생애 초기
함경남도 영흥군에서 태어났다. 일본으로 건너가 주오 대학교 법학과를 나온 뒤, 귀국하여 변호사로 활동하려다가 1944년 태평양 전쟁에서 일본의 패배가 임박하자, 학도병으로 강제징집되어 일본 본토와 남태평양에서 참전하였다. 이것을 계기로 대한민국 육군에 입대하였다.

### 해방 후
8·15 광복 후에는 1945년 9월 20일을 기하여 이름을 한원극(韓元極)에서 한신(韓信)으로 개명하였으며 대한민국 육군 장교 활동하다가 한국 전쟁이 발발하자 연대장 신분으로 여러 전투에 참전하였다. 한국 전쟁 당시 그의 계급은 대령이었다. 이 때, 백선엽과 송요찬의 신뢰를 얻게 되었고 특히나 그의 청렴함과 부하들에 대한 각별함이 그가 이종찬처럼 참군인으로 부하 장교와 장병들에게 존경 받게 되었다.

### 생애 후반
박정희가 5.16 군사 정변을 일으키자 군사혁명위원회(국가재건최고회의)에 의하여 내무부 장관에 임명되었다. 당시의 한신은 이종찬과 달리 군인이 나라를 위해 힘쓰는 것을 자랑스럽게 여겨 이를 기탄없이 수락하였고 이후 국방대학원 졸업, 대한중석(현 대구텍) 사장, 아시아자동차(현 기아자동차) 회장 등을 역임하였다.

## 학력
- 1941년 함경남도 함흥고등보통학교 졸업
- 1945년 일본 주오 대학교 법학과 학사
- 1946년 대한민국 육군사관학교 2기
- 1949년 대한민국 육군보병학교 졸업
- 1951년 대한민국 육군기갑학교 졸업
- 1952년 대한민국 육군포병학교 졸업
- 1953년 대한민국 육군대학 졸업
- 1956년 대한민국 국방대학교 행정학사 1기
- 1959년 대한민국 국방대학원 행정학 석사

## 경력
- 1946년: 육사 2기 임관.
- 1954년: 육군 준장 진급.
- 1956년: 육군 수도군단 부군단장(준장).
- 1961년: 내무부 장관.
- 1962년: 육군 소장 진급.
- 1963년: 육군 제2군사령부 부사령관(소장).
- 1963년: 감사원장.[1]
- 1964년: 육군 제6군단 부군단장.
- 1968년: 육군 제6군단장.
- 1968년: 육군참모차장(중장).
- 1968년: 육군 제2군사령관.
- 1969년: 육군 제1군사령관.
- 1970년: 육군 제1군사령관 직위 재직 시에 육군 대장 진급.
- 1972년: 합동참모총장.[2]
- 1975년: 아세아자동차주식회사 사장
- 1976년: 아세아자동차주식회사 회장(1984년 아시아자동차 명예회장 이임).
- 1977년: 대한중석 사장(겸직).
- 1981년: 한국종합화학공업 사장(겸직).
- 1984년: 아시아자동차 명예회장.
- 1985년: 대한중석 사장 직위 퇴임.
- 1986년: 한국종합화학공업 사장 직위 퇴임.
- 1987년: 아시아자동차 명예회장 직위 퇴임.

## 같이 보기
| - 한국 전쟁 - 이형근 - 백선엽 - 이종찬 | - 정일권 - 김신 - 박경원 - 김홍일 |